# Loaded Deck
Loaded Deck è un album discografico di raccolta del musicista statunitense Ace Frehley, pubblicato nel 1998.

## Tracce
1. One Plus One – 3:25
2. Give It to Me Anyway – 4:16
3. Do Ya – 3:48
4. It's Over Now – 4:41
5. Shot Full of Rock – 4:46
6. Stranger in a Strange Land (Live) – 4:46
7. Separate (Live) – 4:58
8. New York Groove (Live) – 4:54
9. Rock Soldiers (Live) – 7:22
10. Remember Me (Live) – 4:55
11. Fractured Too – 4:09
12. Fractured III – 6:48